# Arnage
Arnage és un municipi francès situat al departament del Sarthe i a la regió de País del Loira. L'any 2007 tenia 5.177 habitants.

## Demografia

### Població
El 2007 la població de fet d'Arnage era de 5.177 persones. Hi havia 2.152 famílies de les quals 496 eren unipersonals (164 homes vivint sols i 332 dones vivint soles), 844 parelles sense fills, 640 parelles amb fills i 172 famílies monoparentals amb fills.
La població ha evolucionat segons el següent gràfic:
Habitants censats

### Habitatges
El 2007 hi havia 2.292 habitatges, 2.167 eren l'habitatge principal de la família, 14 eren segones residències i 111 estaven desocupats. 2.021 eren cases i 232 eren apartaments. Dels 2.167 habitatges principals, 1.653 estaven ocupats pels seus propietaris, 493 estaven llogats i ocupats pels llogaters i 21 estaven cedits a títol gratuït; 35 tenien una cambra, 82 en tenien dues, 291 en tenien tres, 661 en tenien quatre i 1.098 en tenien cinc o més. 1.698 habitatges disposaven pel capbaix d'una plaça de pàrquing. A 950 habitatges hi havia un automòbil i a 985 n'hi havia dos o més.

### Piràmide de població
La piràmide de població per edats i sexe el 2009 era:
| Homes | Edats   | Dones |
| ----- | ------- | ----- |
| 4     | 95 o +  | 0     |
| 12    | 90 a 94 | 4     |
| 20    | 85 a 89 | 36    |
| 32    | 80 a 84 | 36    |
| 96    | 75 a 79 | 152   |
| 108   | 70 a 74 | 124   |
| 116   | 65 a 69 | 116   |
| 152   | 60 a 64 | 176   |
| 164   | 55 a 59 | 144   |
| 264   | 50 a 54 | 260   |
| 168   | 45 a 49 | 224   |
| 200   | 40 a 44 | 220   |
| 176   | 35 a 39 | 140   |
| 200   | 30 a 34 | 196   |
| 184   | 25 a 29 | 172   |
| 120   | 20 a 24 | 164   |
| 172   | 15 a 19 | 176   |
| 148   | 10 a 14 | 192   |
| 176   | 5 a 9   | 200   |
| 148   | 0 a 4   | 152   |

## Economia
El 2007 la població en edat de treballar era de 3.342 persones, 2.280 eren actives i 1.062 eren inactives. De les 2.280 persones actives 2.071 estaven ocupades (1.072 homes i 999 dones) i 209 estaven aturades (90 homes i 119 dones). De les 1.062 persones inactives 517 estaven jubilades, 335 estaven estudiant i 210 estaven classificades com a «altres inactius».

### Ingressos
El 2009 a Arnage hi havia 2.194 unitats fiscals que integraven 5.291 persones, la mediana anual d'ingressos fiscals per persona era de 19.337 €.

### Activitats econòmiques
Dels 335 establiments que hi havia el 2007, 9 eren d'empreses extractives, 4 d'empreses alimentàries, 6 d'empreses de fabricació de material elèctric, 1 d'una empresa de fabricació d'elements pel transport, 19 d'empreses de fabricació d'altres productes industrials, 32 d'empreses de construcció, 88 d'empreses de comerç i reparació d'automòbils, 17 d'empreses de transport, 27 d'empreses d'hostatgeria i restauració, 3 d'empreses d'informació i comunicació, 23 d'empreses financeres, 12 d'empreses immobiliàries, 36 d'empreses de serveis, 34 d'entitats de l'administració pública i 24 d'empreses classificades com a «altres activitats de serveis».
Dels 77 establiments de servei als particulars que hi havia el 2009, 1 era una oficina de correu, 5 oficines bancàries, 18 tallers de reparació d'automòbils i de material agrícola, 1 taller d'inspecció tècnica de vehicles, 6 autoescoles, 4 paletes, 2 guixaires pintors, 4 fusteries, 4 lampisteries, 1 electricista, 2 empreses de construcció, 6 perruqueries, 2 veterinaris, 12 restaurants, 7 agències immobiliàries i 2 tintoreries.
Dels 16 establiments comercials que hi havia el 2009, 1 era un supermercat, 1 una botiga de menys de 120 m², 4 fleques, 3 carnisseries, 1 una botiga de mobles, 1 una botiga de material esportiu, 1 una perfumeria, 1 una joieria i 3 floristeries.
L'any 2000 a Arnage hi havia 9 explotacions agrícoles.

## Equipaments sanitaris i escolars
El 2009 hi havia 2 farmàcies i 1 ambulància.
El 2009 hi havia 2 escoles maternals i 2 escoles elementals. A Arnage hi havia 1 col·legi d'educació secundària i 1 liceu tecnològic. Als col·legis d'educació secundària hi havia 381 alumnes i als liceus tecnològics 280.

## Poblacions més properes
El següent diagrama mostra les poblacions més properes.